# Enciclopedia cattolica
L'Enciclopedia cattolica è un'opera in lingua italiana, diretta dall'Ente per l'Enciclopedia Cattolica e per il libro cattolico con sede preso la Città del Vaticano, composta da 12 volumi pubblicati dalla casa editrice Sansoni dal 1948 al 1954 .
Il suo scopo era la redazione di un'opera enciclopedica di riferimento, in grado di fornire al mondo cattolico italofono uno strumento per la conoscenza generale dei vari aspetti e manifestazioni della storia e della cultura dell'umanità.

## Comitato direttivo
Il comitato direttivo dell'opera era presieduto da Giuseppe Pizzardo (cardinale e già segretario della Congregazione per la dottrina della fede dal 1951 al 1959), e da Pio Paschini (presidente onorario). Vice-presidenti erano padre Celestino Testore e mons. Amato Pietro Frutaz. Gli altri componenti erano Joaquín Anselmo María Albareda y Ramoneda, padre Ferdinando Antonelli, mons. Pietro Barbieri, padre Mariano Cordovani, padre Paolo Dezza, mons. Alberto Di Jorio, padre Giacomo Martegani, don Carlo Pacelli, l'abate Giuseppe Ricciotti.

## Divisione in volumi
Le voci sono in ordine alfabetico, divise in 12 volumi:
- I. A- Am, 1948, XXXI pp., 2016 colonne, 136 pp. di tavole e 4 cartine geografiche ripiegate
- II. Am-Bra, 1949, XXIV pp., 2016 col., 118 pp. di tavole e 5 cartine
- III. Bra-Col, 1949, XXVII pp., 2016 col., 128 pp. di tavole e 6 cartine
- IV. Col-Dya, 1950, XXVII pp., 2016 col., 128 pp. di tavole e 4 cartine
- V. Ea-Gen, 1950, XXVII pp., 2016 col., 128 pp. di tavole e 9 cartine
- VI. Geni-Inna, 1951, XXVII pp., 2016 col., 124 pp. di tavole e 4 cartine
- VII. Inno-Mapp, 1951, XXVII pp., 2016 col., 128 pp. di tavole e 7 cartine
- VIII. Mara-Nz, 1952, XXVII pp., 2048 col., 128 pp. di tavole e 6 cartine
- IX. Oa-Pre, 1952, XXVII pp., 2000 col., 136 pp. di tavole e 9 cartine
- X. Pri-Sbi, 1953, XXVII pp., 2000 col., 132 pp. di tavole e 8 cartine
- XI. Sca-Ter, 1953, XXVII pp., 2048 col., 144 pp. di tavole e 13 cartine
- XII. Tes-Zy e Indice, 1954, XXVI pp., 2134 col., 160 pp. di tavole e 8 cartine

## Edizione on line
Alcune delle voci principali dell'enciclopedia sono state pubblicate on line ad opera del Progetto EC, sul sito LetterePaoline.net curato da Luigi Walt. Il testo proposto sul web corrisponde generalmente a una voce dell'Enciclopedia cattolica. In altri casi è una sezione estratta da una voce più ampia. Sul sito web non viene riprodotta la bibliografia originale, redatta dall'autore della singola voce così come riportata, in calce a ogni lemma, nella versione cartacea dell'opera.